# Norra Nöbbelövs distrikt
Norra Nöbbelövs distrikt är ett distrikt i Lunds kommun och Skåne län.
Distriktet ligger i nordvästra Lund.

## Tidigare administrativ tillhörighet
Distriktet inrättades 2016 och utgörs av en del av området Lunds stad omfattade till 1971, delen som före 1967 utgjorde Norra Nöbbelövs socken.
Området motsvarar den omfattning Norra Nöbbelövs församling hade vid årsskiftet 1999/2000.